# سقف مسنم

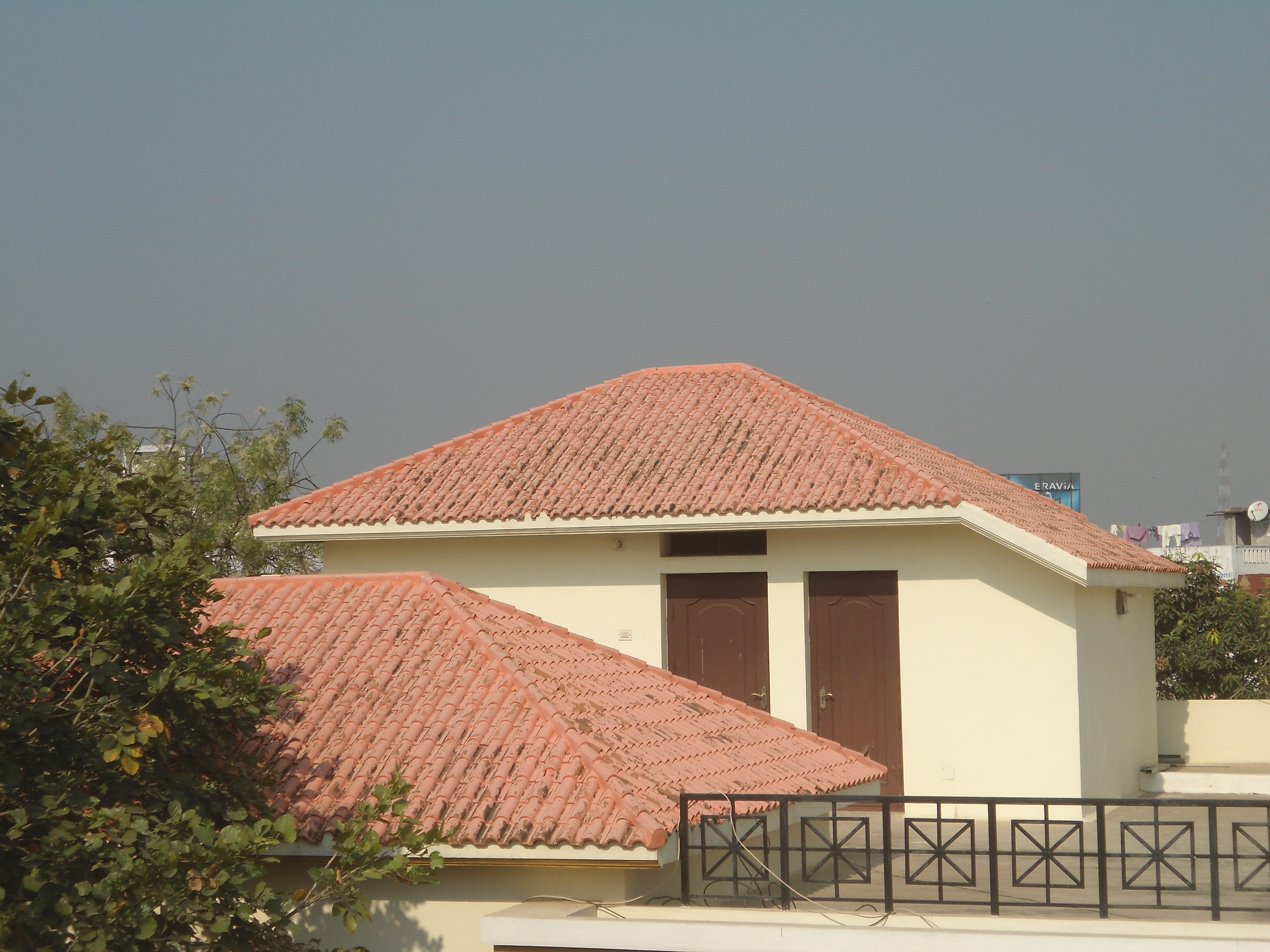
سقف مسنّم في خامام، الهند.

السَقْفُ المُسَنَّم أو السقف المتعدد الميول باتجاهات متعددة (بالإنجليزية: Hipped roof)  هو نوع من الأسقف المتعددة الميول والذي تكون جميع أطرافه منحدرة باتجاه الجدران، حيث عادة ما يكون الانحدار خفيف نسبيا.
وهي تختلف عن الأسقف المضاعفة الميل (Pitched roof) ذات السطحين المائلين، حيث تتكون هذه الأسقف من ثلاثة أو أربع جوانب منها وعلى شكل شبه منحرف أو مثلث.
تُقسم الأسقف المائلة بالعادة حسب اتجاهات ميولها وأشكالها، فهناك الأسقف المتعددة الميول باتجاه واحد، والأسقف المتعددة الميول باتجاهات مختلفة. ويمكن إضافة أنواع أخرى من الأسقف، كأسقف العليّة (Mansard roof)، والأسقف الفسطاطية (Pavilion roof)، والأسقف ذات شكل الخيمة (Tented roof)، والأسقف المضاعفة الميل (Gabled roof أو Pitched roof)، وغيرها.

## الإنشاء

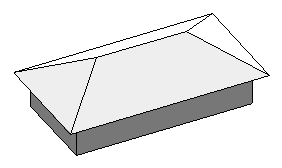
سقف مسنم ذو مخطط مستطيل

سقف مسنم ذو مخطط مربع (معروف أيضا بالسقف الهرمي).

تُعتبر عملية إنشاء السقف المتعدد الميول باتجاهات متعددة أصعب من الأسقف المضاعفة الميل (Gabled roof أو Pitched roof) ذات السطحين المائلين فقط، حيث يتطلب استخدام نظام الجملونات في الأول تعقيدا أكثر نوعا ما، إلا إنه أفضل من ناحية مقاومة الأعاصير والرياح. وبالرغم من أن الإنشاء الصعب للسقف، تعتبر الجدران التي تحمل السقف أسهل للبناء، حيث تكون جميعها في نفس المستوى. يمكن إنشاء السقف المتعدد الميول باتجاهات متعددة بأنواع مختلفة طبقا لشكل المخطط الهندسي. يُطلق على الأسطح المثلثة للسقف «نهايات السقف المتعدد الميول» أو (hip ends)، وهي محاطة بالأسقف المائلة ذاتها.
يتشكل السقف المربع المتعدد الميول باتجاهات متعددة على هيئة هرم، كما يمكن أن تكون هذه الأسطح في البيوت من جانبين أو ثلاثة منها شبه منحرف. أما السقف المستطيل المتعدد الميول فيكون له عادة أربع وجوه.

## وصلات خارجية
- سقف متعدد الميول باتجاهات متعددة - الموسوعة البريطانية
- تخطيط سقف متعدد الميول باتجاهات متعددة
- هندسة الأسقف المتعدد الميول باتجاهات متعددة
- مجسم ثلاثي الأبعاد لسقف عبر برنامج Google SketchUp نسخة محفوظة 30 أكتوبر 2013 على موقع واي باك مشين.